# 瓦利福爾斯 (堪薩斯州)
瓦利福爾斯（英語：Valley Falls）是一個位於美國堪薩斯州傑佛遜縣的城市。

## 地方資料
根據2020年美國人口普查的數據，瓦利福爾斯的面積為1.84平方千米，當中陸地面積為1.82平方千米，而水域面積為0.02平方千米。當地共有人口1116人，而人口密度為每平方千米606.52人。